# Komisja
Komisja – zespół osób kompetentnych i odpowiedzialnych, któremu zlecone zostało zbadanie pewnej sprawy lub spełnienie pewnej konkretnej i specjalnej czynności. Komisja jest ciałem delegowanym, a więc podlega instancji, która ją ustanowiła (delegowała), zdaje jej sprawę ze swych czynności i przedkłada projekt decyzji.
Podstawową cechą działania komisji jest kolektywne wykonywanie pracy. W ten sposób, poprzez obarczenie odpowiedzialnością za prawidłową realizację zadania większej grupy osób, komisja staje się podmiotem o wyższej randze i powadze w porównaniu z pojedynczą osobą sprawującą funkcję kierowniczą lub kontrolną, a jednocześnie kolegialność podejmowanych przez komisję czynności i decyzji ma za zadanie przeciwdziałać nieprawidłowościom. Stąd dąży się do tego, aby skład komisji, poprzez jej zróżnicowanie, był jak najbardziej reprezentatywny. W zależności od wielkości, komisja posiada mniej lub bardziej złożoną organizację, jednak zazwyczaj posiada wyznaczonego przewodniczącego odpowiadającego za pracę komisji. Działalność komisji jest poświadczana przez wszystkich jej członków.
Powoływanie komisji jest typowym sposobem pracy większych zgromadzeń, takich jak parlamenty (komisja parlamentarna) czy zjazdy różnorodnych organizacji. Z całego zgromadzenia wyłaniana jest mniejsza grupa osób – komisja, która obraduje nad powierzonym jej zagadnieniem i następnie prezentuje (zwykle ustami przewodniczącego lub specjalnie wyznaczonej osoby) wyniki swoich prac (w postaci propozycji uchwały, rekomendacji co do decyzji itp.). Postępowanie takie jest uzasadnione znanym faktem trudności prowadzenia rzeczowej dyskusji w zgromadzeniu większym niż 15-20 osób.
Mianem komisji określane są także pewne instytucje lub ich specyficzne działy. Słowo to należy wówczas traktować jako zamiennik słowa urząd, gdyż sama nazwa komisja nie pociąga za sobą żadnych dodatkowych szczególnych form i sposobów działania takiej jednostki organizacyjnej. W przypadku organizacji państwowych komisjami nazywane są urzędy rangi ministerstwa, ale zajmujące się znacznie węższym od ministerstwa zakresem zadań, często dotyczącym nawet tylko jednego specyficznego tematu. Przykłady takich komisji w Polsce to: Komisja Nadzoru Finansowego, Państwowa Komisja Wyborcza.

## Rodzaje komisji
- komisja dyscyplinarna
- komisja egzaminacyjna – zespół przeprowadzający egzamin w sposób kolektywny, przy czym osoby biorące w nim udział nie tylko przepytują osobiście egzaminowane osoby, ale także są obecne przy zadawaniu pytań przez innych członków komisji
- komisja kwalifikacyjna
- komisja likwidacyjna
- komisja rewizyjna
- komisja rozjemcza
- komisja skarg i wniosków
- komisja uchwał i wniosków
- komisja skrutacyjna
- komisja wyborcza – zespół nadzorujący przebieg głosowania w czasie wyborów